# Don Cornell
Don Cornell (21 de abril de 1919 - 23 de febrero de 2004) fue un cantante estadounidense con destacada trayectoria, principalmente en las décadas de 1940 y 1950, y  dotado de una tersa a la vez que robusta voz de barítono. 

## Biografía
Su verdadero nombre era Luigi Varlaro, y nació en el barrio del Bronx, en la ciudad de Nueva York. Cornell se inició con el trompetista Red Nichols y con el líder de banda Sammy Kaye antes de desarrollar una carrera musical en solitario, a lo largo de la cual vendió un total de más de 50 millones de discos. Entre sus éxitos más destacados figuran las canciones "It Isn't Fair," "I'm Yours," "I'll Walk Alone," y "Hold My Hand." Su versión de "Hold My Hand" vendió más de un millón de copias, y fue número 1 en la lista UK Singles Chart en 1954.
Fue un cantante cabeza de cartel, actuando en el circuito de nightclubs en los años cincuenta, cuando había numerosos de dichos locales a lo largo de la nación. A diferencia de otras muchas estrellas, era muy afable, y no era distante con el público. Cuando era primera figura del Beverly Hills Supper Club de Southgate, Kentucky, actuó numerosas veces en el muy popular programa televisivo de Ruth Lyons, llegando incluso a presentar el show durante algunas de las periódicas ausencias de Lyons. 
En 1979 Cornell se mudó a Florida, falleciendo en Aventura, Florida, a causa de un enfisema y una diabetes en 2004. Tenía 84 años de edad. Fue enterrado en el Cementerio Beth David Memorial Gardens del Condado de Broward, Florida.
En 1993 a Don Cornell se le incluyó en el Salón de la Fama de las Big Band. Además, había sido miembro de la Fraternidad Tau Kappa Epsilon International. También se le concedió una estrella en el Paseo de la Fama de Hollywood, en el 6138 de Hollywood Boulevard, por su actividad discográfica.

## Éxitos destacados
| Año  | Single                                                           | Posición en listas | Posición en listas |
| Año  | Single                                                           | US                 | UK                 |
| ---- | ---------------------------------------------------------------- | ------------------ | ------------------ |
| 1942 | "I Left My Heart At the Stagedoor Canteen"(con Sammy Kaye)       | 3                  |                    |
| 1942 | "I Came Here To Talk For Joe"(con Sammy Kaye)                    | 8                  |                    |
| 1947 | "That's My Desire"(con Sammy Kaye)                               | 2                  |                    |
| 1947 | "The Red Silk Stockings and Green Perfume"(con Sammy Kaye)       | 8                  |                    |
| 1947 | "The Little Old Mill"(con Sammy Kaye)                            | 24                 |                    |
| 1947 | "Serenade of the Bells"(con Sammy Kaye)                          | 3                  |                    |
| 1947 | "Hand In Hand"(con Sammy Kaye y Laura Leslie)                    | 21                 |                    |
| 1947 | "I'll Hate Myself In the Morning"(con Sammy Kaye y Laura Leslie) | 20                 |                    |
| 1948 | "I Love You, Yes I Do"(con Sammy Kaye)                           | 10                 |                    |
| 1948 | "Tell Me a Story"(con Sammy Kaye)                                | 8                  |                    |
| 1948 | "Down Among the Sheltering Palms"(con Sammy Kaye)                | 14                 |                    |
| 1949 | "Careless Hands"(con Sammy Kaye)                                 | 3                  |                    |
| 1949 | "Kiss Me Sweet"(con Sammy Kaye y Laura Leslie)                   | 29                 |                    |
| 1949 | "Room Full of Roses"(con Sammy Kaye)                             | 2                  |                    |
| 1949 | "Baby, It's Cold Outside"(con Sammy Kaye y Laura Leslie)         | 12                 |                    |
| 1949 | "It Isn't Fair"(con Sammy Kaye)                                  | 2                  |                    |
| 1950 | "I Need You So"                                                  | 28                 |                    |
| 1952 | "I'll Walk Alone"                                                | 5                  |                    |
| 1952 | "I'm Yours"                                                      | 3                  |                    |
| 1952 | "This Is the Beginning of the End"                               | 20                 |                    |
| 1952 | "You'll Never Get Away"(con Teresa Brewer)                       | 17                 |                    |
| 1952 | "I"                                                              | 7                  |                    |
| 1953 | "S'posin'"                                                       | 28                 |                    |
| 1953 | "She Loves Me"                                                   | 23                 |                    |
| 1953 | "Please Play Our Song"                                           | 18                 |                    |
| 1953 | "Heart of My Heart"(con Alan Dale y Johnny Desmond)              | 10                 |                    |
| 1953 | "You're On Trial"                                                | 24                 |                    |
| 1954 | "Size 12"                                                        | 23                 |                    |
| 1954 | "Believe In Me"                                                  | 22                 |                    |
| 1954 | "Hold My Hand"                                                   | 2                  | 1                  |
| 1955 | "Most of All"                                                    | 14                 |                    |
| 1955 | "The Door Is Still Open To My Heart"                             | flip               |                    |
| 1955 | "Stranger In Paradise"                                           |                    | 19                 |
| 1955 | "The Bible Tells Me So"                                          | 7                  |                    |
| 1955 | "Love Is a Many-Splendored Thing"                                | 26                 |                    |
| 1955 | "Young Abe Lincoln"                                              | 25                 |                    |
| 1956 | "Teenage Meeting"                                                | 80                 |                    |
| 1956 | "Rock Island Line"                                               | 59                 |                    |
| 1956 | "See Saw"                                                        | 57                 |                    |
| 1957 | "Mama Guitar"                                                    | 47                 |                    |